# Municipio de Rock (condado de Sioux)
El municipio de Rock (en inglés: Rock Township) es un municipio ubicado en el condado de Sioux en el estado estadounidense de Iowa. En el año 2010 tenía una población de 4048 habitantes y una densidad poblacional de 44,02 personas por km².

## Geografía
El municipio de Rock se encuentra ubicado en las coordenadas 43°12′41″N 96°16′12″O / 43.21139, -96.27000. Según la Oficina del Censo de los Estados Unidos, el municipio tiene una superficie total de 91.97 km², de la cual 91.72 km² corresponden a tierra firme y (0.26%) 0.24 km² es agua.

## Demografía
Según el censo de 2010, había 4048 personas residiendo en el municipio de Rock. La densidad de población era de 44,02 hab./km². De los 4048 habitantes, el municipio de Rock estaba compuesto por el 92.98% blancos, el 0.3% eran afroamericanos, el 0.02% eran amerindios, el 0.35% eran asiáticos, el 0.02% eran isleños del Pacífico, el 5.11% eran de otras razas y el 1.21% pertenecían a dos o más razas. Del total de la población el 10.52% eran hispanos o latinos de cualquier raza.